# علم گل کوچی
علم گل کوچی (زاده: ۱۳۴۳، ولایت خوست) سیاست‌مدار افغانستانی و نماینده مردم کوچی در دوره پانزدهم مجلس نمایندگان افغانستان است.

## زندگی‌نامه
علم گل کوچی متولد ۱۳۴۳ از ولایت خوست افغانستان است. وی تحصیلات ابتدایی دارد.

## دیگر فعالیت‌ها
- بزرگ قوم و تجارت آزاد.[۱]